# Marianenjufferduif
De marianenjufferduif (Ptilinopus roseicapilla) is een vogel uit de familie Columbidae (duiven). Deze soort is endemisch op vier eilanden van de Marianen, een Oceanische eilandengroep, onderdeel van de regio Micronesië.

## Kenmerken
De duif is 24 cm lang en overwegend groen van kleur. De vogel heeft een rood petje op het voorhoofd, de rest van de kruin, kop en nek is zilverkleurig grijs. De bovenkant van de vogel is groen. Van onder is de vogel groenachtig, met een violetkleurige vlek op de borst en geel op de onderbuik en de onderstaartdekveren.

## Verspreiding en leefgebied
De duif kwam voor op het eiland Guam maar werd daar uitgeroeid door de bruine nachtboomslang (Boiga irregularis) een invasieve soort slang die kort na 1945 per ongeluk daar werd ingevoerd. In de jaren 1980 bleek de slang de voornaamste oorzaak van de achteruitgang in de vogelstand. De duif komt nog voor op de eilanden Rota, Saipan, Tinian en Aguijan. Het leefgebied is hoofdzakelijk ongerept natuurlijk bos, maar de vogel wordt ook wel aangetroffen in matig aangetast gemengd bos en secundair bos.

## Status
De marianenjufferduif heeft een beperkt verspreidingsgebied en daardoor is de kans op uitsterven aanwezig. De grootte van de populatie werd in 2022 door BirdLife International geschat op tienduizend individuen en de populatie-aantallen nemen af door habitatverlies, jacht en de invoer van invasieve plant- en diersoorten. Mogelijk vestigt de bruine nachtboomslang ook op de andere eilanden populaties die schadelijk zijn voor andere dieren. Om deze redenen staat deze soort als gevoelig op de Rode Lijst van de IUCN.